# Djawf Amir
Al-Jawf, també anomenada Jawf Amir i Sakaka (àrab: سكاكا, Sakākā), és una ciutat de l'Aràbia Saudita capital de la província d'Al-Jawf a uns 650 metres sobre el nivell de la mar. Anteriorment fou part del Nadj, i després de la província saudita (emirat) que es va anomenar inicialment Província de les Fronteres del Nord (Al Ḥudūd aix Xamāliyah), la capital de la qual era inicialment al-Jawf però després va passar a Sakakah (o Sakaka), fins vers 1969 quan va retornar a al-Jawf i la província va agafar aquest nom.
Es creu que correspon a la Dumetha de Claudi Ptolemeu. Els geògrafs àrabs la van anomenar Dúmat al-Jàndal. El nom Jawf Amir s'utilitza per diferenciar aquesta ciutat de la regió iemenita de Djawf Ibn Nasir. Fou incorporada als dominis wahhabites per Muhammad ibn Muakyl el 1794; el districte fou ocupat el 1853 pels Banu Rashid d'Hail (Djebel Shammar); van fer front a una revolta i als otomans i van conservar la regió fins al 1909 quan va passar a Nuri ibn Shalan xeic dels Ruwala. Durant tretze anys els Banu Rashid i els Ruwala se la van disputar i la ciutat va canviar de mans més d'una vegada. Finalment els al-Ikhwan enviats pels saudites la van ocupar el 1922 mercès al suport dels caps locals que eren wahhabites. Després va perdre tota importància. El pla de desenvolupament del 1961 la va reactivar.

## Agricultura
Sakaka és notable per la seva abundant aigua per al regadiu, que fa possible el conreu de la palmera datilera (200,000 palmeres) i de les oliveres (12,000,000 d'oliveres), com també d'altres productes agrícoles. Hi ha unes 16.000 explotacions agrícoles i uns 1500 projectes agrícoles entre ells els d'agricultura ecològica. L'aigua disponible és principalment subterrània.